# Elitloppet 2015
Elitloppet 2015 var den 64:e upplagan av Elitloppet, som gick av stapeln söndagen den 31 maj 2015 på Solvalla i Stockholm. Finalen vanns av Magic Tonight, körd av Örjan Kihlström och tränad av Roger Walmann.
Under dagen hyllades Maharajah för sin framgångsrika tävlingskarriär. Vid hyllningen närvarade Maharajah själv, tränare Stefan Hultman, skötare Lisa Skogh och kusken Örjan Kihlström.

## Upplägg och genomförande
Elitloppet är ett inbjudningslopp och varje år bjuds 16 hästar som utmärkt sig in till Elitloppet. Hästarna lottas in i två kvalheat, och de fyra bästa i varje försök går vidare till finalen som sker 2–3 timmar senare samma dag. Desto bättre placering i kvalheatet, desto tidigare får hästens tränare välja startspår inför finalen. Samtliga tre lopp travas sedan 1965 över sprinterdistansen 1 609 meter (engelska milen) med autostart (bilstart). Förstapris i finalen är  3 miljoner kronor, och 250 000 kronor i respektive kvalheat.

## Kvalheat 1
| P | S | Häst              | Kusk                  | Tränare               | Land      | Odds  | Tid     |
| - | - | ----------------- | --------------------- | --------------------- | --------- | ----- | ------- |
| 1 | 6 | Royal Fighter     | Jennifer Tillman      | Per K. Eriksson       | Sverige   | 12,92 | 1.10,4  |
| 2 | 7 | Nuncio            | Stefan Melander       | Stefan Melander       | Sverige   | 8,60  | 1.10,5  |
| 3 | 4 | Mosaique Face     | Lutfi Kolgjini        | Lutfi Kolgjini        | Sverige   | 2,20  | 1.10,5  |
| 4 | 3 | Vincennes         | Örjan Kihlström       | Fabrice Souloy        | Frankrike | 8,80  | 1.10,7  |
| 0 | 8 | Wind of the North | Dave Palone           | Daryl Bier            | USA       | 31,50 | 1.10,9  |
| 0 | 1 | Univers de Pan    | Philippe Daugeard     | Philippe Daugeard     | Frankrike | 6,50  | 1.10,9  |
| 0 | 2 | Support Justice   | Geir Vegard Gundersen | Geir Vegard Gundersen | Norge     | 6,00  | 1.10,9g |
| d | 5 | Ustinof du Vivier | Matthieu Abrivard     | Sebastien Guarato     | Frankrike | 11,70 | 8ag     |

## Kvalheat 2
| P | S | Häst              | Kusk               | Tränare           | Land      | Odds  | Tid    |
| - | - | ----------------- | ------------------ | ----------------- | --------- | ----- | ------ |
| 1 | 5 | Magic Tonight     | Örjan Kihlström    | Roger Walmann     | Sverige   | 8,76  | 1.09,7 |
| 2 | 4 | Maven             | Johnny Takter      | Jimmy Takter      | USA       | 4,50  | 1.09,8 |
| 3 | 1 | B.B.S.Sugarlight  | Peter Untersteiner | Fredrik Solberg   | Norge     | 2,10  | 1.09,9 |
| 4 | 7 | Timoko            | Björn Goop         | Richard Westerink | Frankrike | 7,80  | 1.10,0 |
| 0 | 6 | On Track Piraten  | Erik Adielsson     | Hans R. Strömberg | Sverige   | 16,80 | 1.10,0 |
| 0 | 8 | Voltigeur de Myrt | Gabriele Gelormini | Roberto Donati    | Frankrike | 12,50 | 1.10,1 |
| 0 | 3 | Bret Boko         | Ari Moilanen       | Markku Nieminen   | Finland   | 28,50 | 1.10,3 |
| 0 | 2 | Nahar             | Robert Bergh       | Robert Bergh      | Sverige   | 11,70 | 1.10,4 |

## Finalheat
| P | S | Häst             | Kusk               | Tränare           | Land      | Odds  | Tid    |
| - | - | ---------------- | ------------------ | ----------------- | --------- | ----- | ------ |
| 1 | 1 | Magic Tonight    | Örjan Kihlström    | Roger Walmann     | Sverige   | 4,35  | 1.10,1 |
| 2 | 6 | Mosaique Face    | Lutfi Kolgjini     | Lutfi Kolgjini    | Sverige   | 15,50 | 1.10,2 |
| 3 | 4 | Nuncio           | Stefan Melander    | Stefan Melander   | Sverige   | 4,90  | 1.10,2 |
| 4 | 2 | Royal Fighter    | Jennifer Tillman   | Per K. Eriksson   | Sverige   | 6,90  | 1.10,3 |
| 5 | 5 | B.B.S.Sugarlight | Peter Untersteiner | Fredrik Solberg   | Norge     | 5,50  | 1.10,4 |
| 0 | 8 | Vincennes        | Éric Raffin        | Fabrice Souloy    | Frankrike | 17,00 | 1.10,4 |
| 0 | 3 | Maven            | Johnny Takter      | Jimmy Takter      | USA       | 4,50  | 1.10,4 |
| 0 | 7 | Timoko           | Björn Goop         | Richard Westerink | Frankrike | 13,10 | 1.10,5 |